# Kita-ku (Okayama)
Pour les articles homonymes, voir Kita-ku.
Kita (北区, Kita-ku) est l'un des quatre arrondissements de la ville d'Okayama au Japon. Il est situé au nord-est de la ville.
En 2016, sa population est de 309 685 habitants pour une superficie de 450,70 km2, ce qui fait une densité de population de 687 hab./km2.

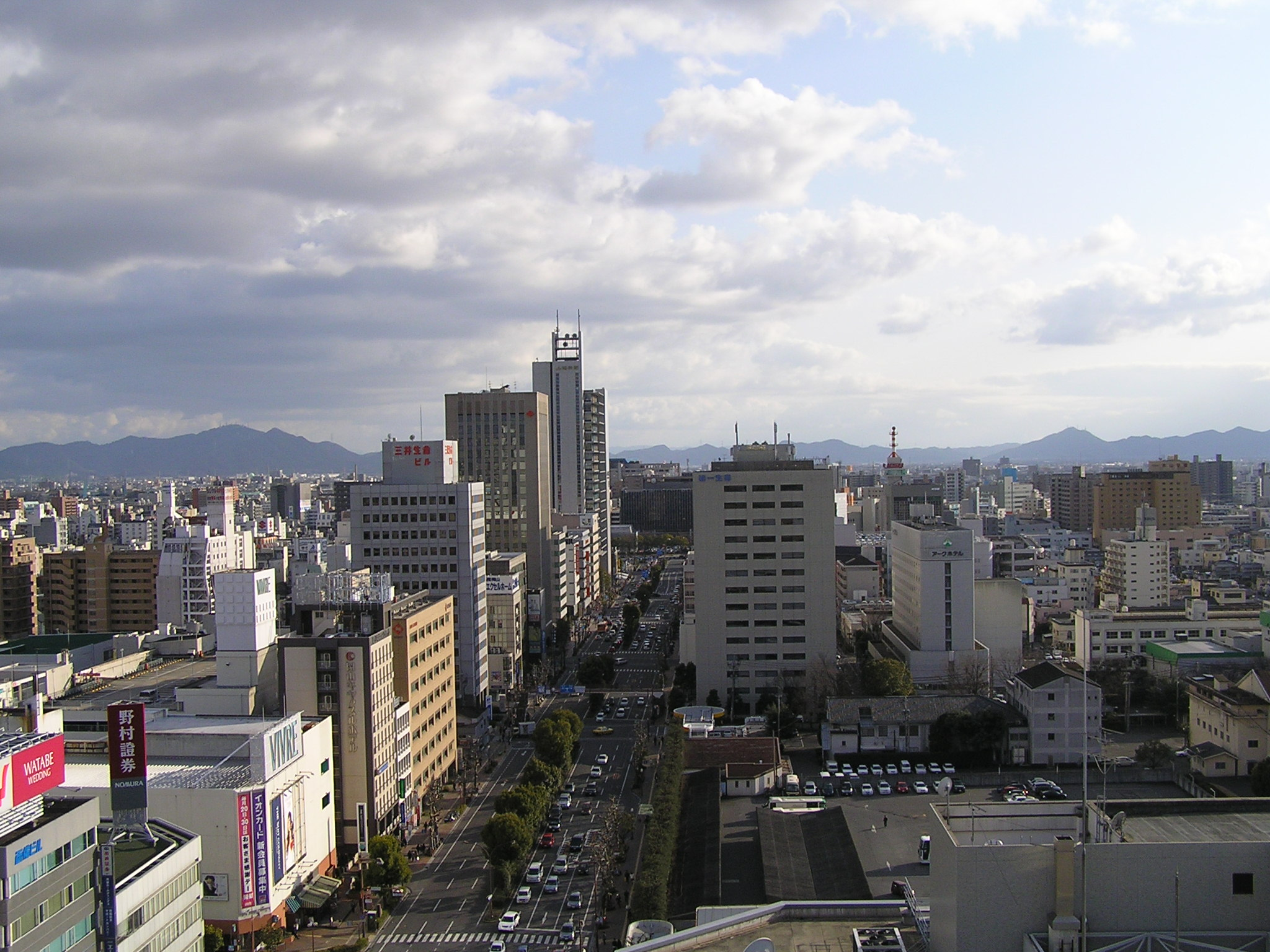
Vue de l'arrondissement de Kita.

## Histoire
L'arrondissement a été créé en 2009 lorsque Okayama est devenue une ville désignée par ordonnance gouvernementale.

## Lieux notables
- Kōraku-en
- Château d'Okayama
- Château de Takamatsu (Bitchu)
- Okayama Symphony Hall
- Momotaro Arena
- Musée de l'Orient d'Okayama
- Musée préfectoral des beaux-arts d'Okayama

## Transport publics
L'arrondissement est desservi par plusieurs lignes ferroviaires :
- lignes Shinkansen Sanyō, Sanyō, Uno, Tsuyama et Kibi de la JR West,
- tramway d'Okayama.